# 勒庫安特島

勒庫安特島（英語：Lecointe Island）是南極洲的島嶼，屬於帕默群島的一部分，潘帕海峽把該島與布拉班特島相隔，長6.4公里，海拔高度700米，由比利時探險隊繪入地圖，現時由南極條約體系管理。